# Pedres litogràfiques (Museu d'Història de Sabadell)
Pedres litogràfiques són dues pedres litogràfiques per imprimir dues emissions diferents. La primera, de 1.000 títols de 500 pessetes de l'1 de gener de 1915, i la segona emissió, de 2.000 títols de 500 pessetes de l'1 de gener de 1917. Formen part de la col·lecció permanent del Museu d'Història de Sabadell, gràcies a una donació de Hans Reist.